# Мечеть Имама
Мечеть Имама (перс. مسجد امام‎ — masjed-e emam), бывш. Мечеть Шаха — крупнейшая мечеть Исфахана, расположенная с южной стороны Площади Имама. Строительство начато в 1611 году, окончено — в 1641 году. Внутренние стены мечети оформлены уникальными рисунками, мозаикой, орнаментом и вязью. Общая площадь мечети — 20 000 м². Высота минаретов — 42 м, а главного купола — 52 метра, что делает Мечеть Имама высочайшим сооружением во всем городе.
Наибольший интерес туристов вызывает уникальная акустика внутри мечети: конструкция стен позволяет услышать человеческий шёпот из противоположного угла.